# آدامز (مقاطعة جاكسون)
آدامز، مقاطعة جاكسون (بالإنجليزية: Adams, Jackson County, Wisconsin)‏ هي بلدة تقع بولاية ويسكونسن في الولايات المتحدة. تبلغ مساحتها 95.9 (كم²)، وترتفع عن سطح البحر 274 م، بلغ عدد سكانها 1208 نسمة في عام 2000 حسب إحصاء مكتب تعداد الولايات المتحدة وتصل الكثافة السكانية فيها 13 نسمة/كم2.

## وصلات خارجية
- The US50 - Cities and Towns in Wisconsin State
- Wisconsin Cities and Towns, Facts, Map, Flag, Colleges, Government, and More